# Turysta (film 2014)
Turysta (szw. Turist) – szwedzki dramat psychologiczny z 2014 roku zrealizowany w koprodukcji europejskiej w reżyserii i według scenariusza Rubena Östlunda.
Zdjęcia kręcono w Alpach francuskich (kurort narciarski Les Arcs w departamencie Sabaudia) i włoskich (przełęcz Stelvio w regionie Trydent-Górna Adyga), a sceny we wnętrzach powstały w Szwecji.
Światowa premiera filmu nastąpiła 18 maja 2014 podczas 67. MFF w Cannes, w ramach którego obraz brał udział w sekcji Un Certain Regard. Polska premiera filmu miała miejsce 26 lipca 2014 w ramach 14. MFF T-Mobile Nowe Horyzonty we Wrocławiu.
Film został wyselekcjonowany jako oficjalny kandydat Szwecji do Oscara za najlepszy film nieanglojęzyczny podczas 87. ceremonii wręczenia Oscarów, jednak nominacji nie uzyskał.

## Obsada
- Johannes Bah Kuhnke jako Tomas
- Lisa Loven Kongsli jako Ebba
- Clara Wettergren jako Vera
- Vincent Wettergren jako Harry
- Kristofer Hivju jako Mats
- Fanni Metelius jako Fanni

i inni

## Nagrody i nominacje
67. MFF w Cannes
- Nagroda Jury w sekcji Un Certain Regard − Ruben Östlund

68. ceremonia wręczenia nagród Brytyjskiej Akademii Filmowej
- nominacja: najlepszy film nieanglojęzyczny − Ruben Östlund

72. ceremonia wręczenia Złotych Globów
- nominacja: najlepszy film nieanglojęzyczny

27. ceremonia wręczenia Europejskich Nagród Filmowych
- nominacja: Najlepszy Europejski Film − Ruben Östlund, Erik Hemmendorff, Marie Kjellson i Philippe Bober
- nominacja: Najlepszy Europejski Reżyser − Ruben Östlund

28. ceremonia wręczenia Europejskich Nagród Filmowych
- nominacja: Nagroda Publiczności (People’s Choice Award) − Ruben Östlund

30. ceremonia wręczenia Independent Spirit Awards
- nominacja: najlepszy film zagraniczny (Szwecja)

19. ceremonia wręczenia Satelitów
- nominacja: najlepszy film zagraniczny (Szwecja)